# Bzura
La Bzura est une rivière du centre de la Pologne, un petit affluent de la rive gauche de la Vistule.

## Géographie
Elle a une longueur de 166 km et son bassin hydrographique recouvre 7 660 km2. Elle prend sa source dans la région de Łódź et rejoint la Vistule près de Wyszogród. Durant la Première Guerre mondiale ses rives furent témoins de nombreux combats entre Allemands et Russes.

## Villes traversées
De l’amont vers l’aval, la Bzura traverse les villes suivantes :
- Zgierz, Ozorków, Łęczyca, Łowicz, Sochaczew, Wyszogród

## Affluents de la rive droite
- Moszczenica
- Mroga
- Struga
- Bobrówka
- Skierniewka
- Rawka
- Pisia
- Sucha
- Utrata

## Affluents de la rive gauche
- Ochnia
- Słudwia